# Storholmen (Osterøy)
Ne doit pas être confondu avec Storholmen ou Storholmen (Stord).
Storholmen est une île norvégienne du comté de Hordaland appartenant administrativement à Osterøy.

## Description
Rocheuse et couverte d'une légère végétation, à fleur d'eau, elle s'étend sur environ 195 m de longueur pour une largeur approximative de 145 m. 